# Maria Verger i Ventayol
Maria Verger i Ventayol (Alcúdia, Mallorca, 27 de setembre de 1892 - Madrid, 1983) fou una poeta i bibliotecària mallorquina.

## Primers anys i formació
De ben jove començà a escriure, inicialment en castellà. Visqué l'adolescència a Ciutadella, on el seu pare era faroner al cap de Punta Nati. En aquesta època establí contacte amb Francesc de Borja Moll, fill del seu mestre de pintura.
Entre 1918 i 1921 es formà com a bibliotecària i arxivera a l'Escola de Bibliotecàries de Barcelona, i el 1923 fou nomenada conservadora del Museu Joan Soler i Palet de Terrassa.

## Vida literària i professional
El 1921 inicià les col·laboracions a la premsa mallorquina i catalanaː Almanac de les Lletres, Sóller, La Revista, El Día Gràfico, El Día... Es cartejà de 1921 al 1934 amb Maria Antònia Salvà, que accedí a orientar-la en els seus inicis poètics i prologà el seu primer llibre, i sembla que fou ella qui l'animà a escriure en la llengua pròpia. En la seua poesia en català segueix inicialment una estètica afí a la de l'Escola Mallorquina que evolucionà cap a formes més intimistes i personals.
Fins al 1943 residí a Terrassa, on es feu càrrec també de la biblioteca i l'arxiu municipal, creà la biblioteca de l'Escola d'Economia i la de la presó del partit judicial, i dugué a terme una intensa labor de divulgació del patrimoni documental terrassenc en les pàgines del periòdic El Día. Durant aquests anys redactà un Inventari de l'Arxiu Municipal de Terrassa que li fou premiat al concurs d'arxivers convocat per l'Institut d'Estudis Catalans el 1935 (el 1942 en publicà un extracte amb el títol Reseña histórica de los archivos y bibliotecas del ayuntamiento de Tarrasa), i mantingué correspondència amb Francesc de B. Moll, col·laborant a l'obra del Diccionari català-valencià-balear.
Residí alguns anys a l'Amèrica del Sud, sobretot al Brasil i l'Argentina, i després visqué a Madrid, on conreà la poesia en castellà.
Estigué en contacte amb els nuclis feministes catalans i el 1929 fundà i dirigí Gema. Revista femenina hispano-americana.

## Llegat i memòria
La ciutat de Terrassa li ha dedicat un carrer; es troba a les Fonts de Terrassa i és una cruïlla de la carretera de Rubí.
La regidoria de Polítiques de Gènere de l'Ajuntament de Terrassa creà una Beca de Recerca amb el seu nom, amb l'objectiu de fer visible la realitat de les dones a Terrassa. L'última edició se celebrà el 2014.
El 2025 l'Ajuntament d'Alcúdia també li va dedicar un carrer.

## Obres
Poesia en català
- Clarors matinals, pròleg de Maria Antònia Salvà (Imp. Casa de Caritat, Barcelona, 1924)
- Tendal d'estrelles, pròleg de Josep Maria de Sagarra (Ed. Políglota, Barcelona, 1930)
- L'estela d'or (Imp. Mossèn Alcover, Mallorca, 1934)

Poesia en castellà
- Rutas maravillosasː poemas de mi viaje a América del Sur (1966)
- Por la senda de las rosas: poema en XXVII cantos (1970)

Narració
- L'esflorament d'una il·lusió (Sóller, 1930).

Altres
- Reseña histórica de los archivos y bibliotecas del Ayuntamiento de Tarrasa (Barcelona, 1942).